# Tolchester
Tolchester es un lugar designado por el censo ubicado en el condado de Kent en el estado estadounidense de Maryland. En el Censo de 2010 tenía una población de 329 habitantes y una densidad poblacional de 206,21 personas por km².

## Geografía
Tolchester se encuentra ubicado en las coordenadas 39°13′6″N 76°13′50″O / 39.21833, -76.23056. Según la Oficina del Censo de los Estados Unidos, Tolchester tiene una superficie total de 1.6 km², de la cual 1.58 km² corresponden a tierra firme y (0.97%) 0.02 km² es agua.

## Demografía
Según el censo de 2010, había 329 personas residiendo en Tolchester. La densidad de población era de 206,21 hab./km². De los 329 habitantes, Tolchester estaba compuesto por el 94.83% blancos, el 3.65% eran afroamericanos, el 0% eran amerindios, el 0.3% eran asiáticos, el 0% eran isleños del Pacífico, el 0.3% eran de otras razas y el 0.91% pertenecían a dos o más razas. Del total de la población el 0.91% eran hispanos o latinos de cualquier raza.